# Heimverzeichnis
Das Heimverzeichnis (Abkürzung: HVZ) ist als Projekt der Bundesinteressenvertretung für alte und pflegebetroffene Menschen (BIVA e.V.) in Zusammenarbeit mit dem Institut für Soziale Infrastruktur (ISIS) gestartet. Bis Mai 2012 förderte das Bundesministerium für Ernährung, Landwirtschaft und Verbraucherschutz (BMELV) das Projekt finanziell. Seitdem wird das Heimverzeichnis von der „Heimverzeichni gGmbH - Gesellschaft zur Förderung der Lebensqualität im Alter und bei Behinderung“ betrieben. Beteiligt sind in Form eines Beratergremiums Vertreter der Trägerverbände, Pflegekassen, Heimaufsicht, Medizinischer Dienst der Krankenversicherung (MDK), Wohlfahrtsverbände sowie Senioren- und Verbraucherorganisationen.

## Grüner Haken für Lebensqualität
Der Grüne Haken für Lebensqualität ist ein Qualitätszeichen für Einrichtungen der stationären Langzeitpflege. Er ergänzt die Bewertungen des Medizinischen Dienstes der Krankenversicherung (MDK), indem er auf die Lebensqualität in den Häusern abstellt. Um den Grünen Haken für Lebensqualität zu erhalten, melden sich die Einrichtungen freiwillig zur Prüfung durch ehrenamtliche Gutachter an. Die Kriterien wurden nach wissenschaftlichen Gesichtspunkten erarbeitet und werden kontinuierlich angepasst.

## Eintragung in die Datenbank
Insgesamt sind in der Datenbank rund 13.000 Einrichtungen erfasst, deren Adressdaten vom vdek – Verband der Ersatzkassen e. V.- aktuell zur Verfügung erstellt werden. Ihre Leistungen und Angebote tragen die Einrichtungen selbst ein. Der Eintrag auch mit ausführlichen Informationen ist kostenfrei. Die Prüfung der Verbraucherfreundlichkeit kann direkt über das Onlineportal beantragt werden. Seit September 2011 wird für die während der Projektphase kostenfreien Begutachtungen eine Gebühr auf Selbstkostenbasis erhoben. Einrichtungen, deren Verbraucherfreundlichkeit festgestellt wurde, werden in der Datenbank mit dem Grünen Haken gekennzeichnet. Darüber hinaus erhalten sie eine Urkunde und können ein Schild zum Aushang vor Ort erwerben. Die Detailergebnisse der Begutachtung werden in der Datenbank bekannt gegeben.

## Informationen der Datenbank
Neben Kontaktdaten und Angaben zu Wohn- und Betreuungsangeboten liefert die Heim-Suchmaschine Informationen über Leistungen und Bewertungen der Lebensqualität. Aspekte sind etwa Freundlichkeit des Pflegepersonals, respektvoller Umgang, eigene Möblierung, Privatsphäre, Rücksichtnahme auf angestammte Lebensgewohnheiten.
Die Suchfunktion der Website erlaubt unter anderem eine Umkreissuche mit Ortseingabe oder Eingabe einer Postleitzahl. Auch nach dem Namen eines bestimmten Heimes oder eines Trägerverbandes kann gesucht werden. Eine erweiterte Suchmaske lässt Anfragen nach individuellen Bedürfnissen zu, wie zum Beispiel die Suche nach Ein- oder Zweibettzimmern oder die Nähe von Einkaufsmöglichkeiten und medizinischer Versorgung. Weitere Suchkriterien berücksichtigen die Ausstattung, beispielsweise das Vorhandensein von Garten, Schwimmbad oder Hobbywerkstatt. Auch die Möglichkeiten der Tierhaltung, des Probewohnens und eigener Möblierung können per Suchanfrage vorab recherchiert werden, ebenso die Verpflegungsmöglichkeiten und Beschäftigungsangebote der Einrichtungen.

## Begutachtung der Heime und Begutachtungskriterien
Über 60 ehrenamtliche Gutachter sind bundesweit im Einsatz, um die Lebensqualität in den Einrichtungen der stationären Langzeitpflege zu beurteilen. In Interviews mit dem Bewohnerbeirat, der Einrichtungsleitung und der Pflegedienstleitung betrachten sie die Lebenssituation der Menschen in der jeweiligen Einrichtung. Darüber hinaus nehmen sie an einer Mahlzeit teil, besichtigen die Einrichtung und sprechen mit Bewohnern. Die Kriterien zur Erfassung der Lebensqualität wurden in Anlehnung an die Standards der Weltgesundheitsorganisation und die Vorgaben der „Charta der Rechte hilfe- und pflegebedürftiger Menschen“ sowie unter Berücksichtigung aktueller Forschungsergebnisse entwickelt. Die Beurteilung erfolgt nach den Gesichtspunkten Selbstbestimmung, Teilhabe und Menschenwürde. Jeder der drei Kategorien sind 30 bis 40 Kriterien zugeordnet. Eine Einrichtung wird als verbraucherfreundlich anerkannt, wenn in jedem Bereich mindestens 80 Prozent der Kriterien erfüllt sind. Das Begutachtungsergebnis ist ein bis zwei Jahre lang gültig. Danach ist eine Wiederbegutachtung erforderlich. Erreicht eine Einrichtung bei der Begutachtung nicht die erforderliche Quote, um Verbraucherfreundlichkeit feststellen zu können, kann das Haus die notwendigen Maßnahmen ergreifen, um die Lebensqualität im Sinne der Beurteilungskriterien zu verbessern und sich zeitnah erneut begutachten lassen.

## Gutachter
Die Gutachter sind ehrenamtlich tätig. Sie werden in mehrtägigen Schulungen auf ihre Arbeit vorbereitet und eingearbeitet. Wer als ehrenamtlicher Gutachter für das Heimverzeichnis tätig werden möchte, kann sich beim Heimverzeichnis hierfür anmelden. Von einer Tätigkeit als Gutachter ausgeschlossen sind Personen, die etwa beim medizinischen Dienst einer Krankenversicherung oder der Heimaufsicht beschäftigt sind, die bei einem Träger einer stationären Einrichtung oder eines ambulanten Dienstes im Bereich der Altenhilfe arbeiten oder die in einer Branche tätig sind, zu deren Kundenkreis stationäre Einrichtungen der Altenhilfe oder deren Bewohner gehören. Die Gutachter sind meist bereits im Rentenalter und konnten aufgrund einer ehrenamtlichen oder früheren beruflichen Tätigkeit schon Erfahrungen mit der Lebenssituation älterer Menschen in Heimen sammeln.

## Praxisbeispiele
Seit 2012 veröffentlicht das HVZ mindestens einmal wöchentlich auf der Startseite ein gutes Beispiel aus der Praxis, in dem die Förderung der Lebensqualität von Bewohnern in stationären Pflegeeinrichtungen beschrieben wird. Die Praxisbeispiele erscheinen gleichzeitig unter dem jeweiligen Einrichtungsprofil. Sie dienen einerseits älteren Menschen und ihren Angehörigen als Information, welche Maßnahmen in welchen Einrichtungen umgesetzt werden, andererseits sind sie für interessierte Kollegen als Anregung zu verstehen.

## Arbeitszufriedenheit
Senioren- und Pflegeeinrichtungen, die ein mitarbeiterfreundliches Arbeitsumfeld bieten, können seit 2020 das Qualitätszeichen „Grüner Haken für Arbeitszufriedenheit in der Altenpflege“ erwerben. Er wurde wie der „Grüne Haken für Lebensqualität“ in Zusammenarbeit mit dem Institut für Soziale Infrastruktur (ISIS) erarbeitet. Gemessen wird die Arbeitszufriedenheit des Pflegepersonals. Adressaten der Zufriedenheitsbeurteilung sind primär die examinierten Pflegefachkräfte einschließlich der Pflegedienstleitung mit Ausnahme der Führungskräfte. Angesprochen sind aber auch ausgebildete Pflegehilfskräfte.
Arbeitszufriedenheit hängt von einer Reihe von Maßnahmen ab, die wissenschaftlich definiert sind. Der Fragenkatalog umfasst 28 Kriterien aus drei Dimensionen: Arbeitsklima, Arbeitgeberleistungen und Arbeitsorganisation. Geprüft werden zum Beispiel Maßnahmen der Gesundheitsprävention, das Vorhandensein eines Konfliktmanagements oder das Angebot einer Kinderbetreuung. Aber auch die Anerkennung von guten Leistungen, die Unterstützung für den Einstieg von Quereinsteigern und Berufsrückkehrern und die Begegnung der Vorgesetzten mit den Angestellten auf Augenhöhe werden berücksichtigt.
Das Qualitätszeichen dient auch als Orientierungshilfe für die Bewohner der Senioreneinrichtungen. Denn die Zufriedenheit der Pflegekräfte wirkt sich auch auf ihre Zufriedenheit aus.

## Corona-Check
Während der Corona-Pandemie, als ältere Menschen als besondere Risikogruppe einem fürsorglichen Zwang unterworfen und soziale Kontakte stark beschränkt wurden, entwickelte das HVZ in Zusammenarbeit mit dem Institut für Soziale Infrastruktur (ISIS) eine dritte Begutachtung: den Corona-Check.
Dieses Qualitätszeichen erhalten Pflegeeinrichtungen, in denen sowohl die Bewohnerschaft als auch die sie betreuenden Pflegekräfte so gut wie möglich vor Infektionen geschützt werden, aber gleichzeitig sichere Kontakte zur Außenwelt ermöglichen, die gewohnten Tagesabläufe aufrechterhalten und die die Verhältnismäßigkeit eventuell notwendiger einschränkender Maßnahmen mit allen betroffenen Gruppen erörtern.